# Rondi Reed
Rondi Reed, nome artístico de Rondi Anne Reed (Dixon, Illinois, 26 de outubro de 1952) é uma atriz americana de teatro e televisão.
Há mais de 35 anos, Reed integra a Steppenwolf Theatre Company, de Chicago, Illinois, tendo participado de mais de 50 produções com a empresa. Ela se formou na Illinois State University, em 1977.
Ela já atuou na Broadway em The Rise and Fall of Little Voice e The Grapes of Wrath, entre outros. Entre 13 de julho de 2005 e 8 de maio de 2007, a atriz protagonizou o papel de Madame Morrible na produção do musical Wicked, em Chicago, sendo posteriormente substituída por Barbara Robertson. Ela interpretou o papel de Mattie Fae Aiken na produção da Broadway August: Osage County, pelo qual ela ganhou o Tony Award de Melhor Performance de Atriz em uma peça.
Entre 27 de junho de 2008 e 18 de novembro de 2008, Reed reprisou seu papel de Madame Morrible em Wicked, novamente em Chicago, sendo substituída novamente por Robertson. Ela também reprisou seu papel como Mattie Fae Aiken na produção londrina de August: Osage County, antes de voltar a Madame Morrible na produção da Broadway de Wicked. Ela começou a se apresentar em 17 de março de 2009, substituindo Jayne Houdyshell, e deixou o papel da malvada diretora em 27 de junho de 2010, para estrelar a produção australiana de August, em Sydney, onde atuou brevemente, entre 13 de agosto e 25 de setembro de 2010. Ela voltou à produção nova-iorquina de Wicked entre 31 de julho de 2017 e 28 de janeiro de 2018.
Reed participou do episódio de Seinfeld "The Kiss Hello", que foi ao ar originalmente em 16 de fevereiro de 1995, e estrelou a sitcom da CBS, sitcom Mike & Molly, no papel de Peggy Biggs, mãe do personagem Mike. Ela também apareceu em Roseanne, como a terapeuta de Jackie.